# パレンバンLRT
パレンバンLRT（英語: Palembang LRT）は、インドネシア・スマトラ島の都市であるパレンバン市内に存在する鉄道の名称。2018年に開通した、インドネシア初となる小規格の鉄道車両を用いたライトレール（LRT）である。2020年現在はインドネシア鉄道会社によって運営が行われている。

## 概要・歴史
インドネシアのスマトラ島の都市であり南スマトラ州の州都でもあるパレンバンでは、長年に渡り都市内の公共交通機関は自動車のみしか存在せず、渋滞が深刻な問題となっていた。これを解決するため、南スマトラ州政府は新たな公共交通としてモノレールの建設計画を進めていたが、輸送力や安全性の面を踏まえ、2015年にレールを用いた小規格の普通鉄道であるライトレール（LRT）へと計画が変更された。
このライトレール計画は渋滞緩和に加えて2018年に開催されたアジア競技大会への観客輸送を踏まえたものであり、2015年から工事が始まった。当初はアジア大会に先駆けた2018年5月から営業運転を開始する予定であったが、遅延により開業への準備が完了したのは同年6月、スルタン・ムハンマド・バダルディン2世国際空港とパレンバン中心部を結ぶ全長23 kmの区間における本格的な営業運転が始まったのは8月1日となった。
開業当初は初日を含めて信号や車両の故障が相次いだ他、工事の遅れなどから同年9月現在で営業運転を実施する駅は7駅のみという事態になったが、翌2019年5月までに駅を含めた工事の全工程が完成し、利用客についても増加傾向を示しており、2020年7月までの利用者数は480万人を記録している。ただし同年度については新型コロナウイルス感染症（COVID-19）の影響もあり利用客が大幅に減少している。

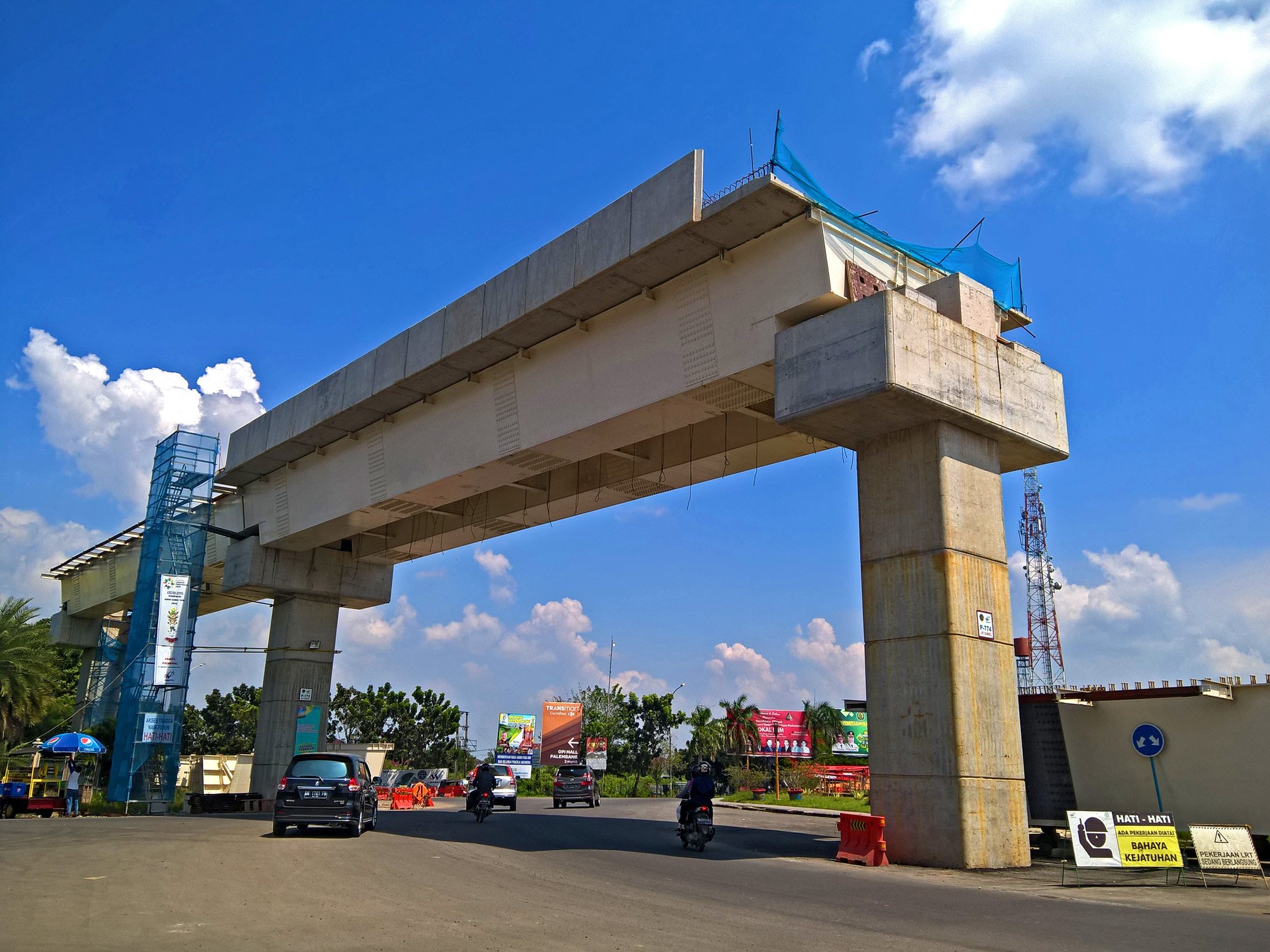
建設中の高架線（2017年撮影）
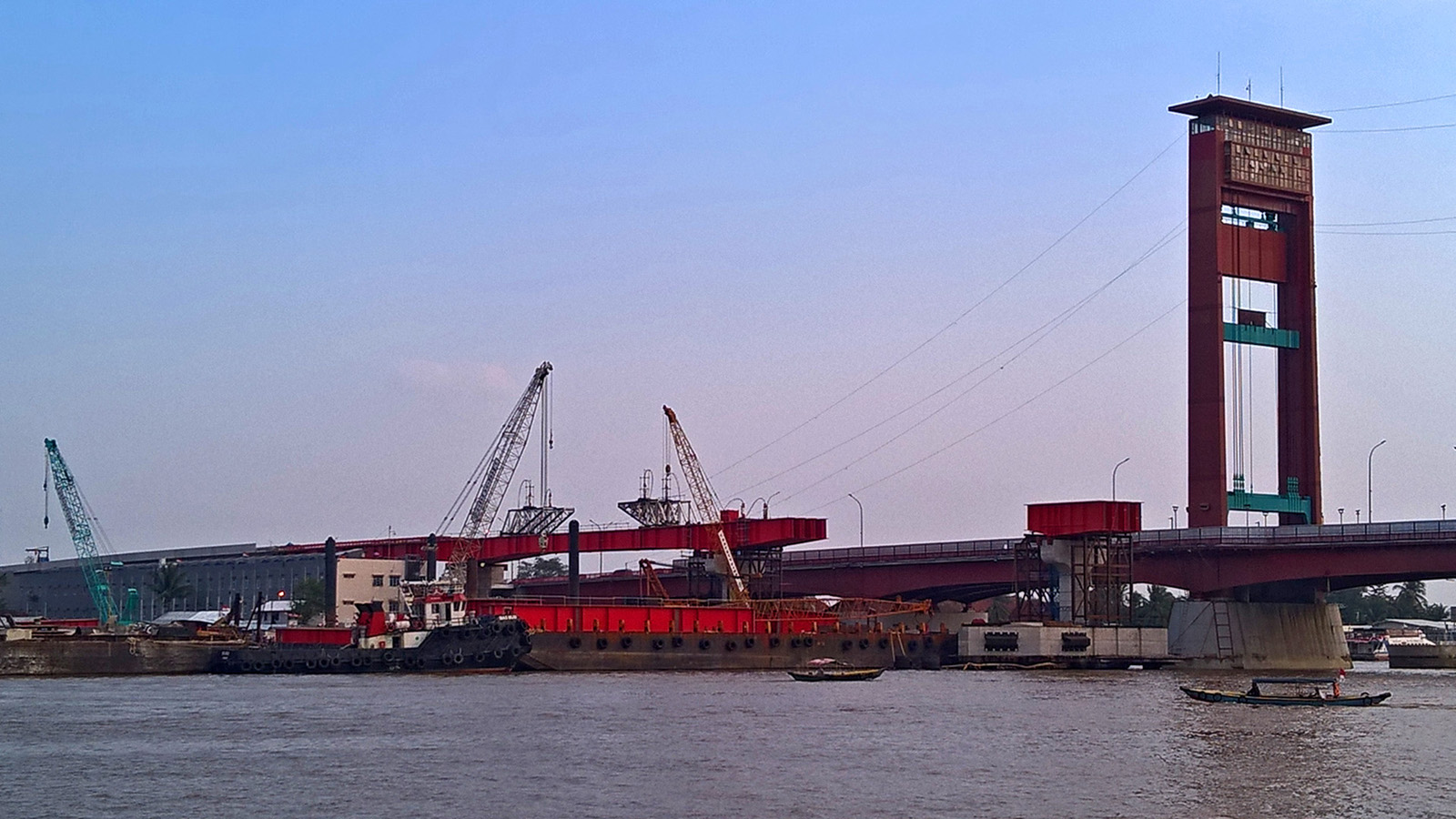
建設中のムシ川を渡る橋梁（2017年撮影）

## 運行

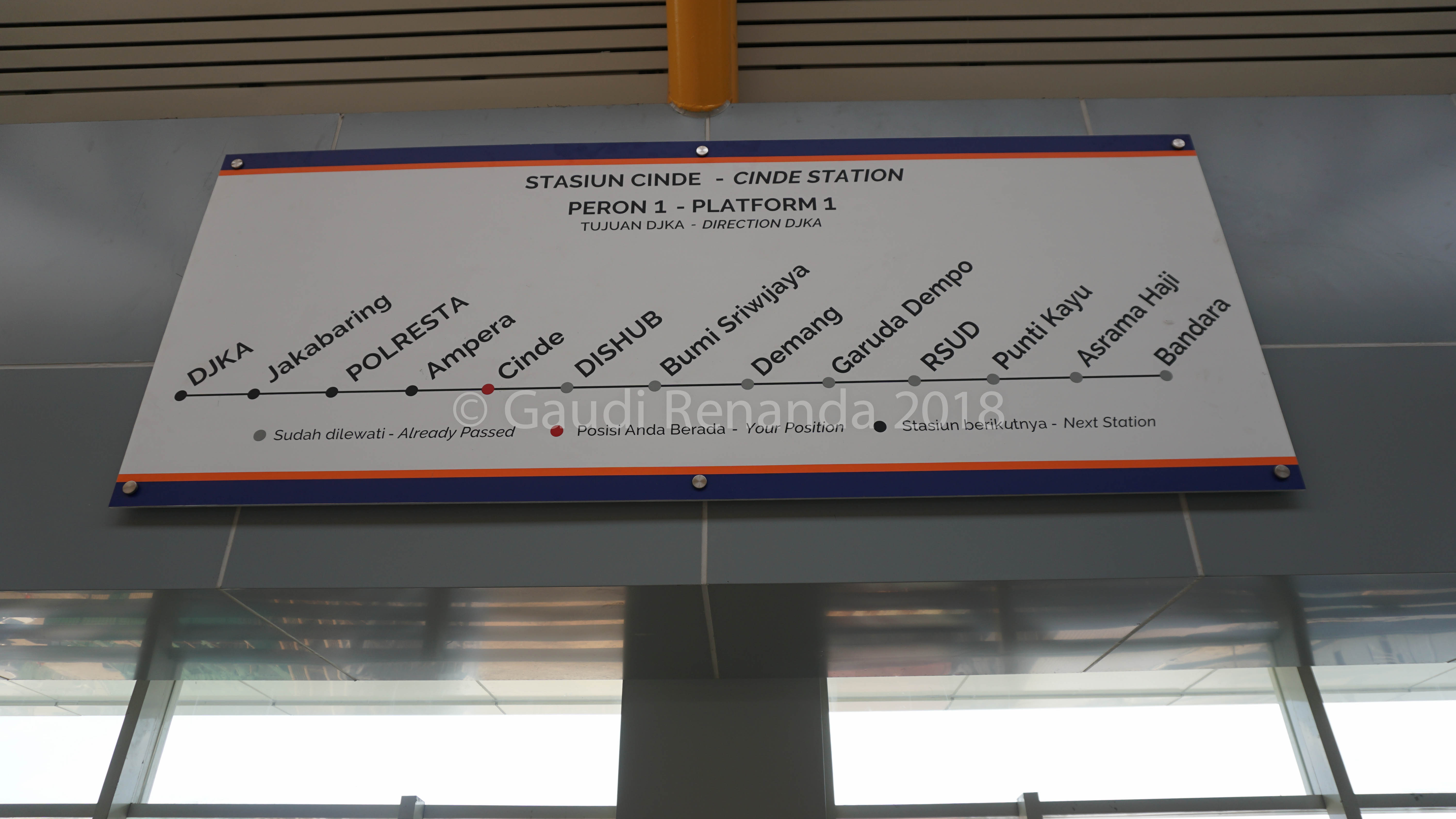
系統図（2016年撮影）

2020年現在、パレンバンLRTはスルタン・ムハンマド・バダルディン2世国際空港から中心部へ向かい、パレンバンを東西に結ぶ全長23.4 kmの路線を有する。2020年1月時点で全列車とも以下の13箇所に設けられた駅の全てに停車するダイヤが組まれており、所要時間は47分である。
運賃は利用駅によって異なり、空港駅（Bandara）から乗降する際は10,000ルピア、それ以外の駅については5,000ルピアとなっている。

## 駅一覧
- 太字の6駅は開通当初から営業運転が行われていた駅[13]

| 駅番号 | 駅名                                            | 駅名                                | 駅間 キロ (km) | 累計 キロ (km) | 接続路線・備考                                | 所在地     | 所在地 |
| 駅番号 | 日本語                                          | インドネシア語                      | 駅間 キロ (km) | 累計 キロ (km) | 接続路線・備考                                | 所在地     | 所在地 |
| ------ | ----------------------------------------------- | ----------------------------------- | -------------- | -------------- | --------------------------------------------- | ---------- | ------ |
| P01    | スルタン・ムハンマド・バダルディン2世国際空港駅 | Bandara Sultan Mahmud Badaruddin II | -              | 0.0            | スルタン・ムハンマド・バダルディン2世国際空港 | パレンバン |        |
| P02    | アーシュラマ・ハジ駅                            | Asrama Haji                         |                |                |                                               | パレンバン |        |
| P03    | プンティカユ駅                                  | Punti Kayu                          |                |                |                                               | パレンバン |        |
| P04    | RSUD駅                                          | RSUD                                |                |                |                                               | パレンバン |        |
| P05    | ガルーダ・デンポ駅                              | Garuda Dempo                        |                |                |                                               | パレンバン |        |
| P06    | デマン駅                                        | Demang                              |                |                |                                               | パレンバン |        |
| P07    | ブミスリウィジャヤ駅                            | Bumi Sriwijaya                      |                |                |                                               | パレンバン |        |
| P08    | ディスホブ駅                                    | Dishub                              |                |                |                                               | パレンバン |        |
| P09    | シンデ駅                                        | Cinde                               |                |                |                                               | パレンバン |        |
| P10    | アンペラ駅                                      | Ampera                              |                |                |                                               | パレンバン |        |
| P11    | ポルレスタ駅                                    | Polresta                            |                |                |                                               | パレンバン |        |
| P12    | ジャカバリング駅                                | Jakabaring                          |                |                |                                               | パレンバン |        |
| P13    | DJKA駅（鉄道総局駅）                            | DJKA                                |                | 23.4           |                                               | Banyuasin  |        |

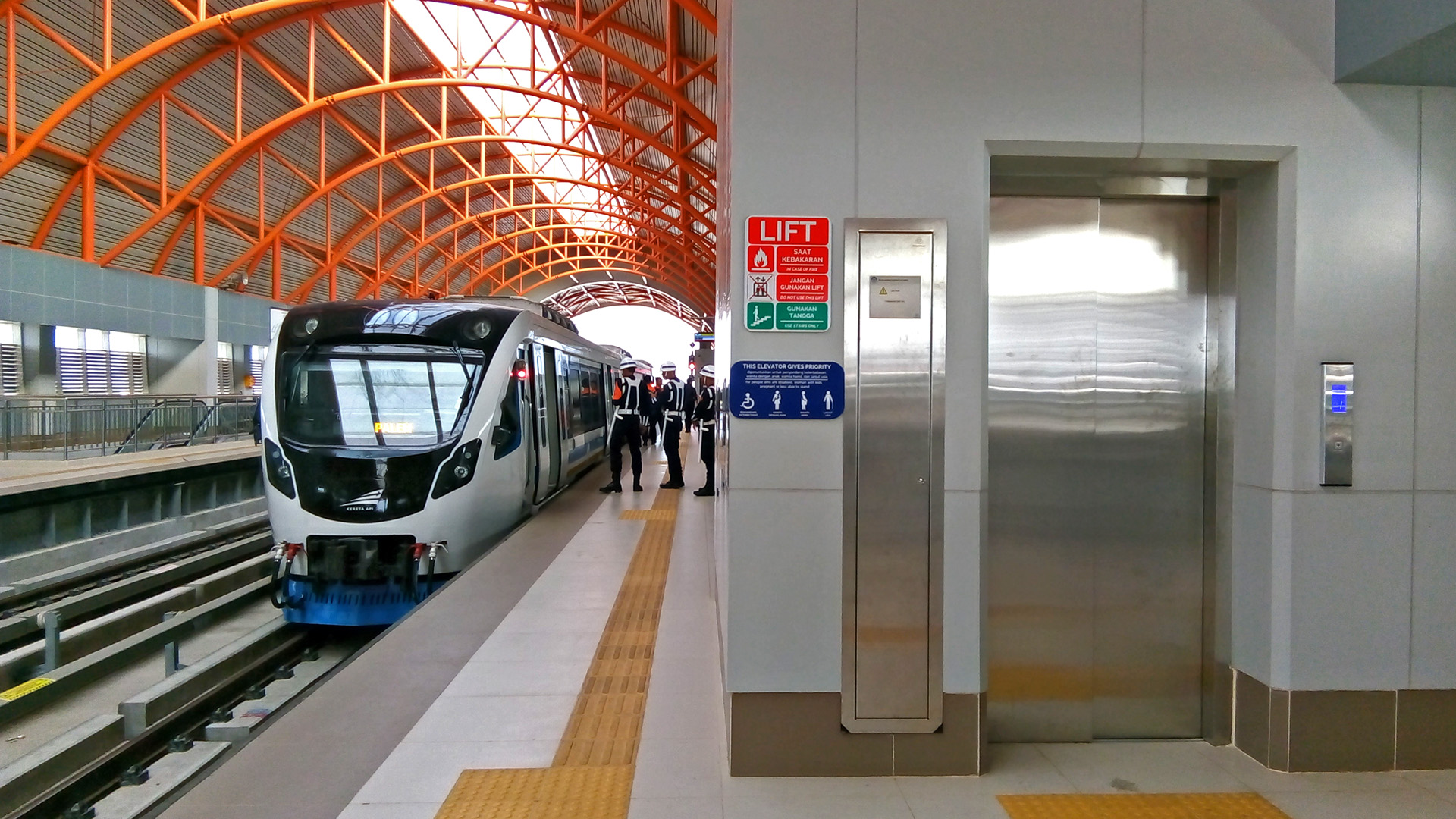
DJKA
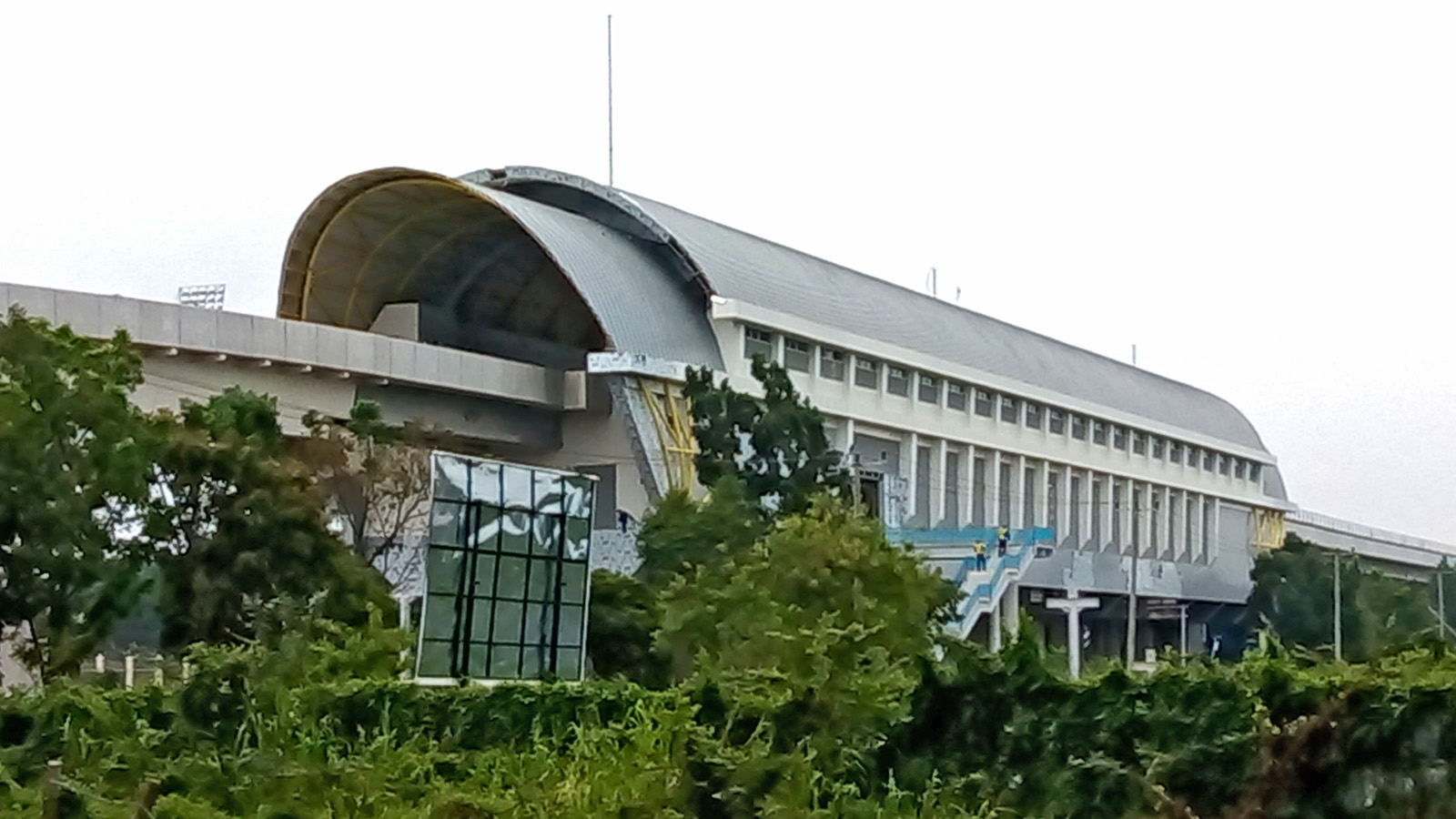
Jakabaring
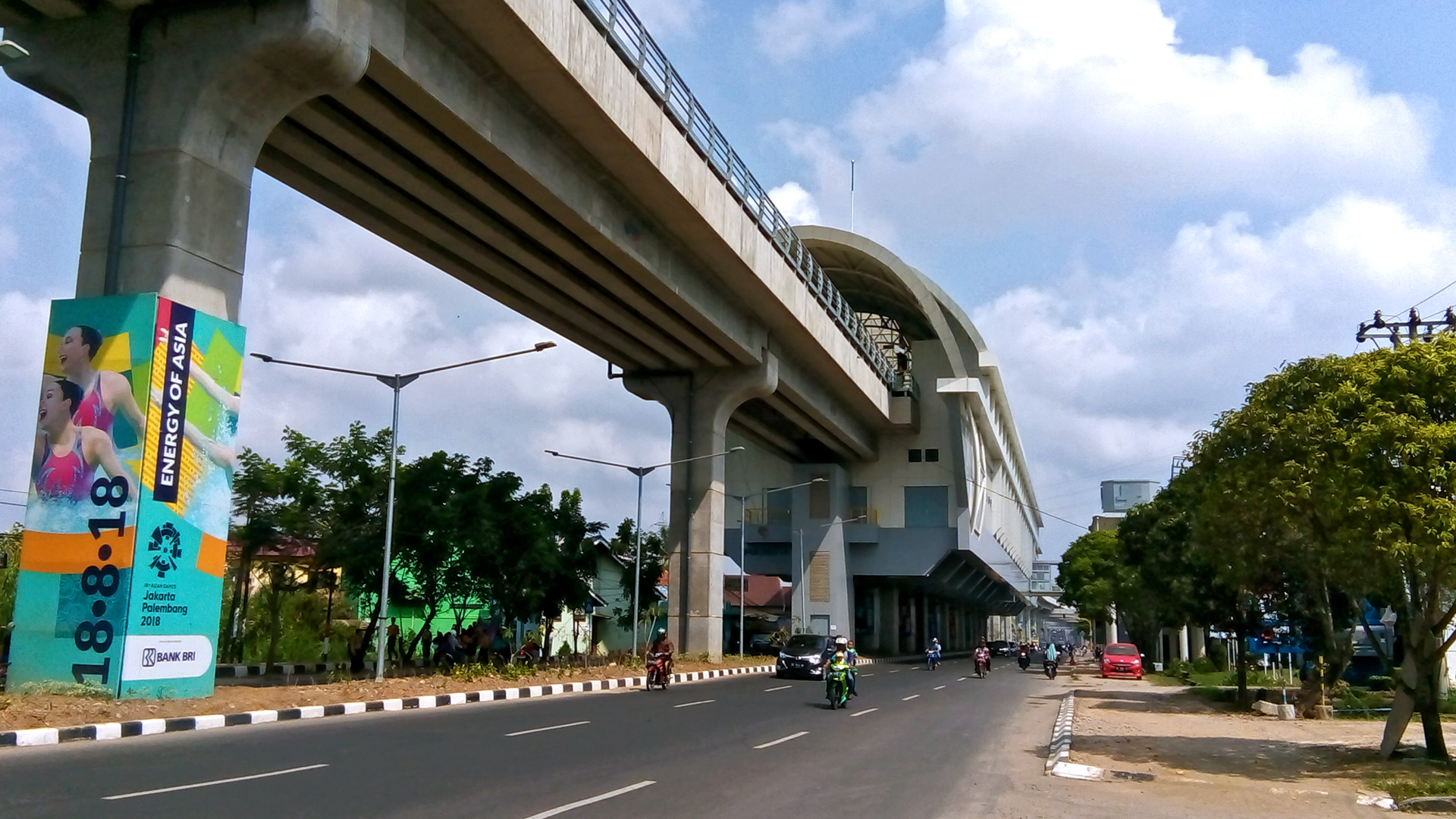
Polresta
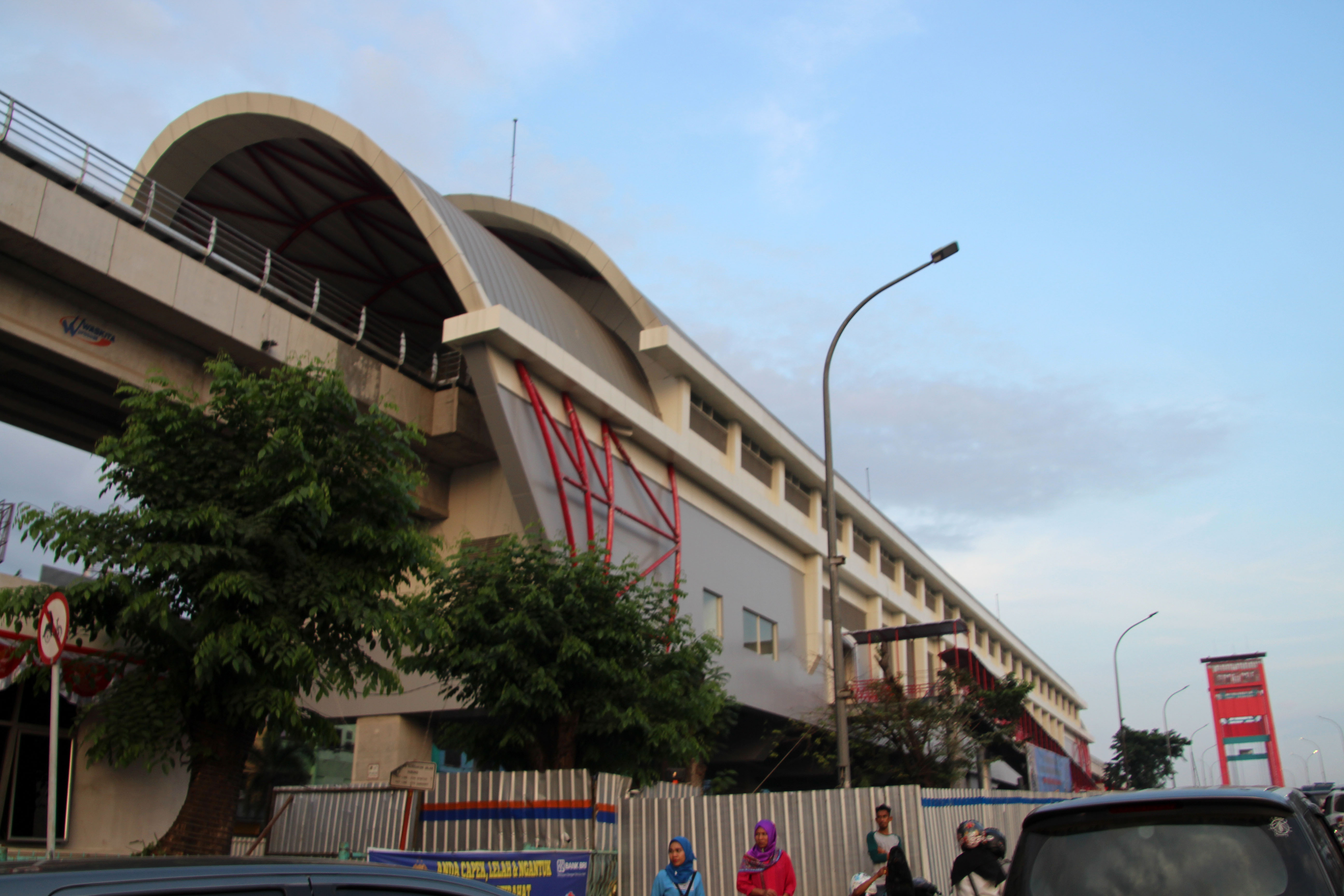
Ampera
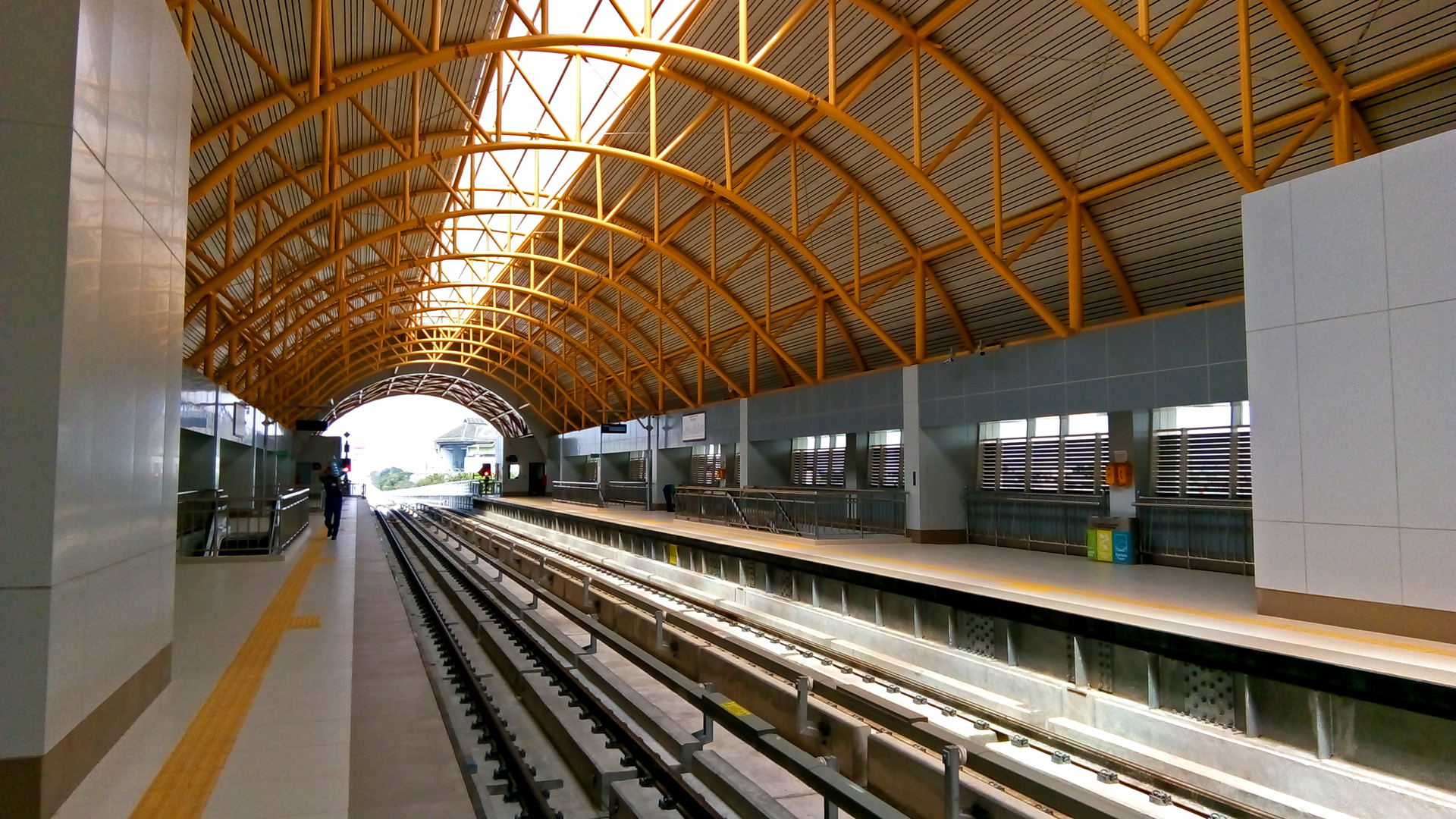
Cinde
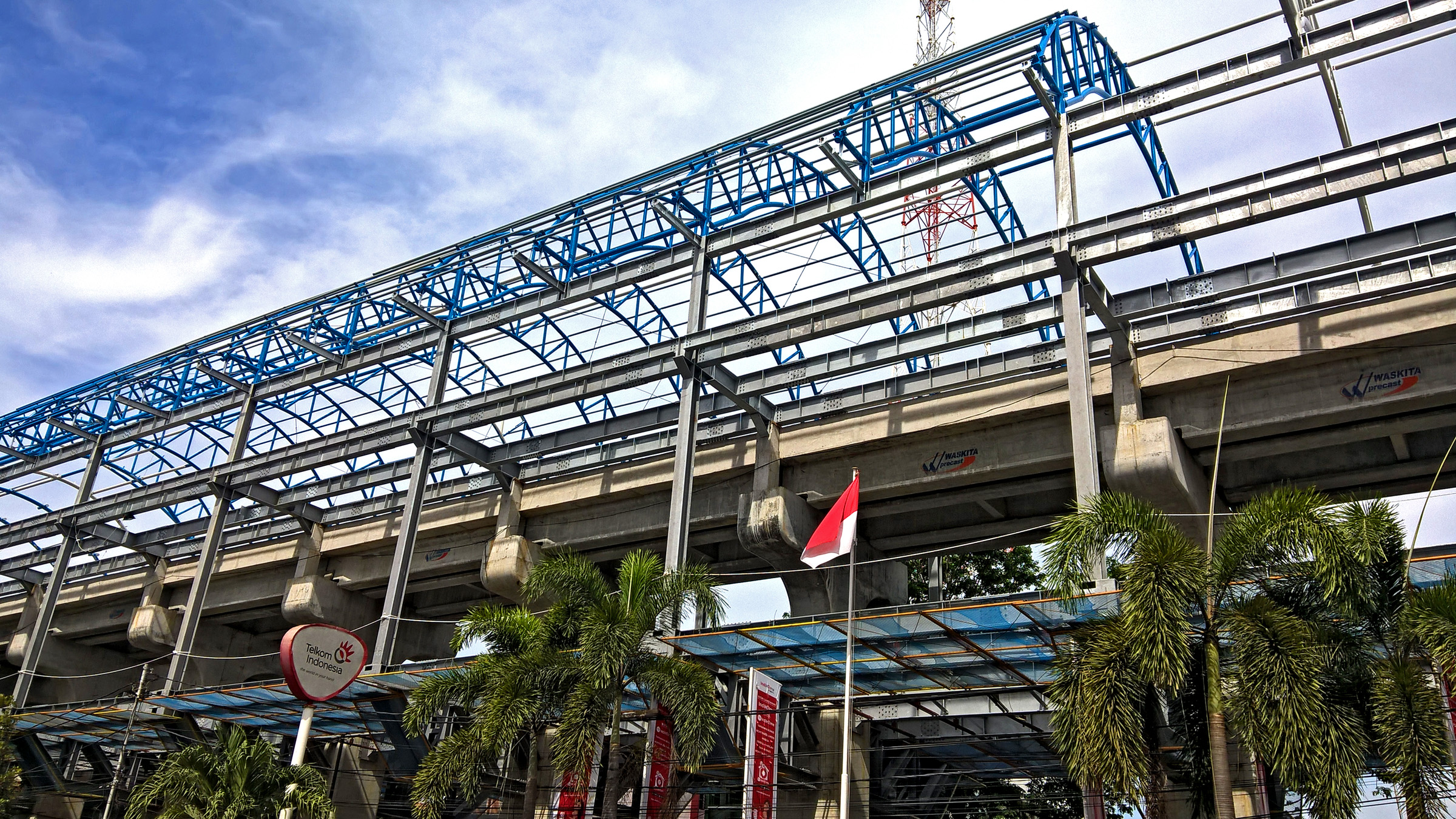
Dishub
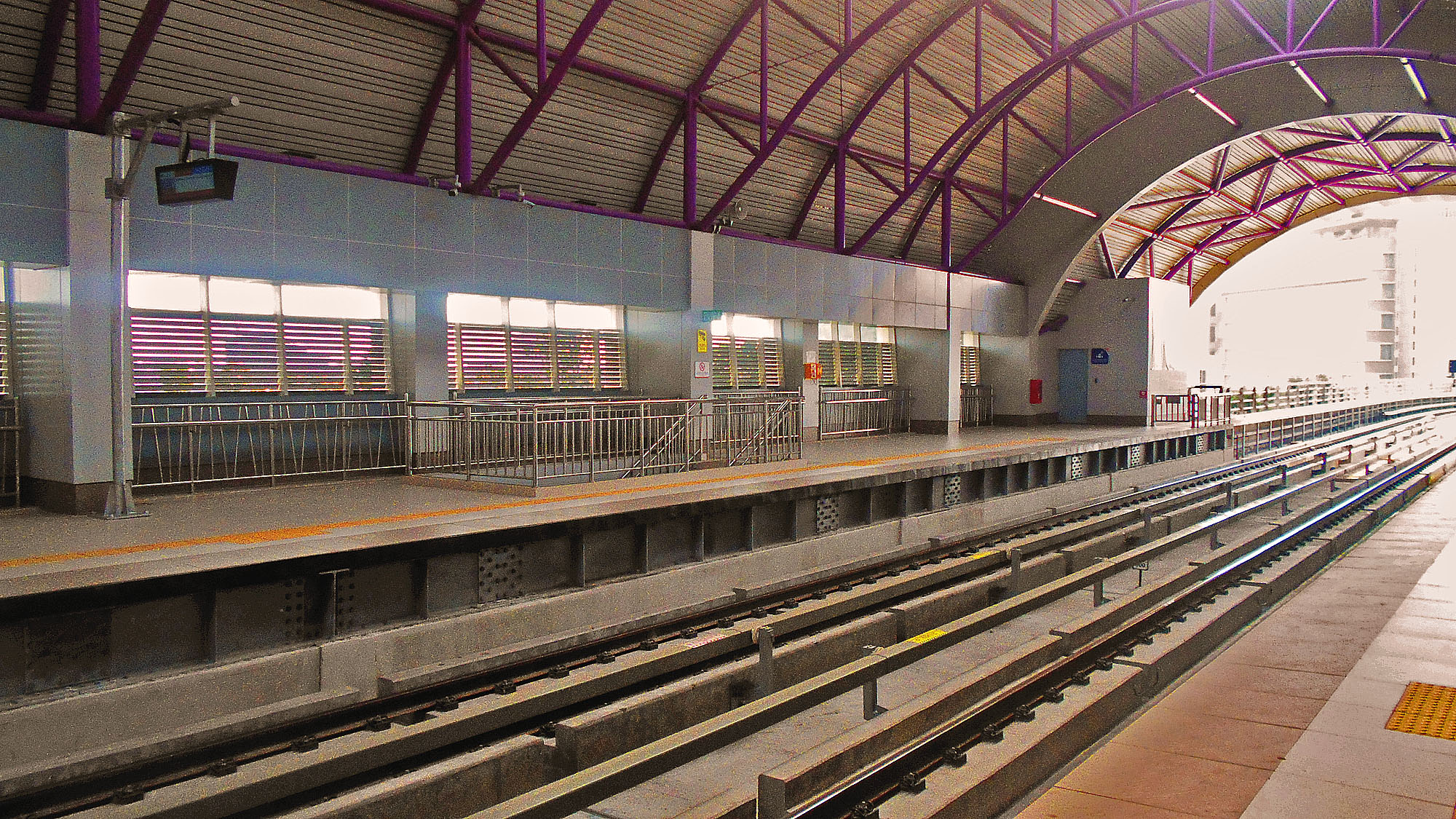
Bumi Sriwijaya
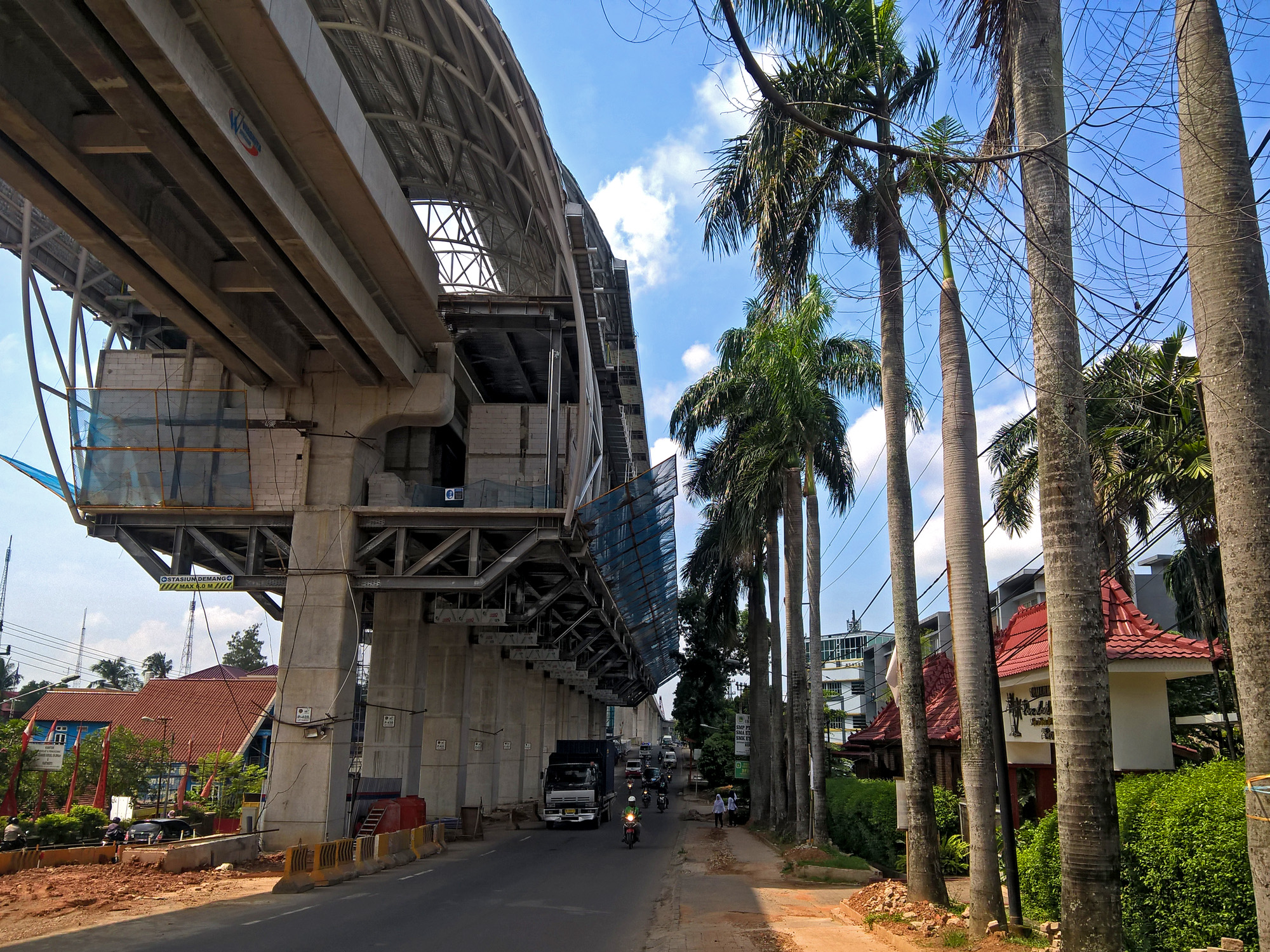
Demang
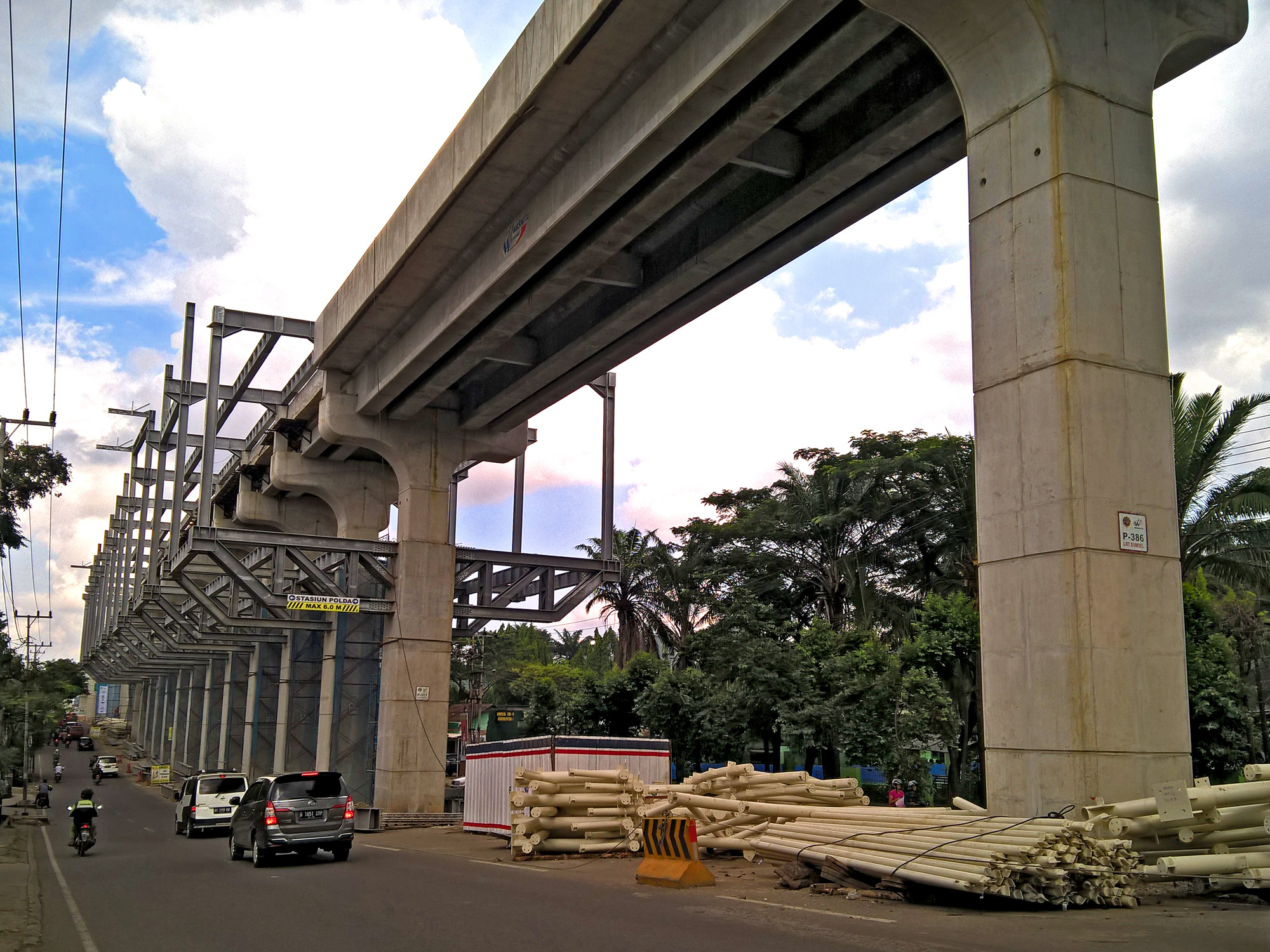
Garuda Dempo
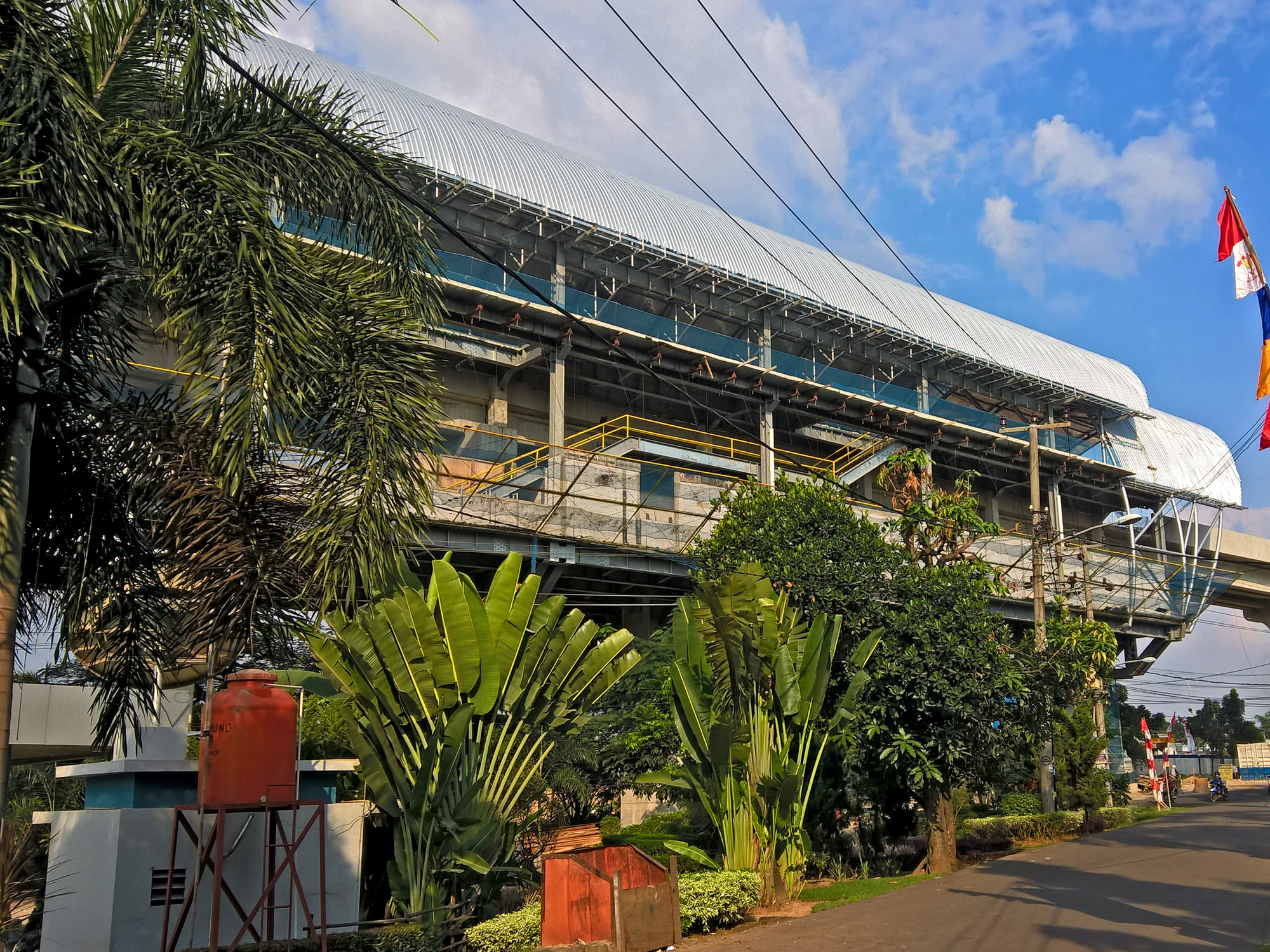
RSUD
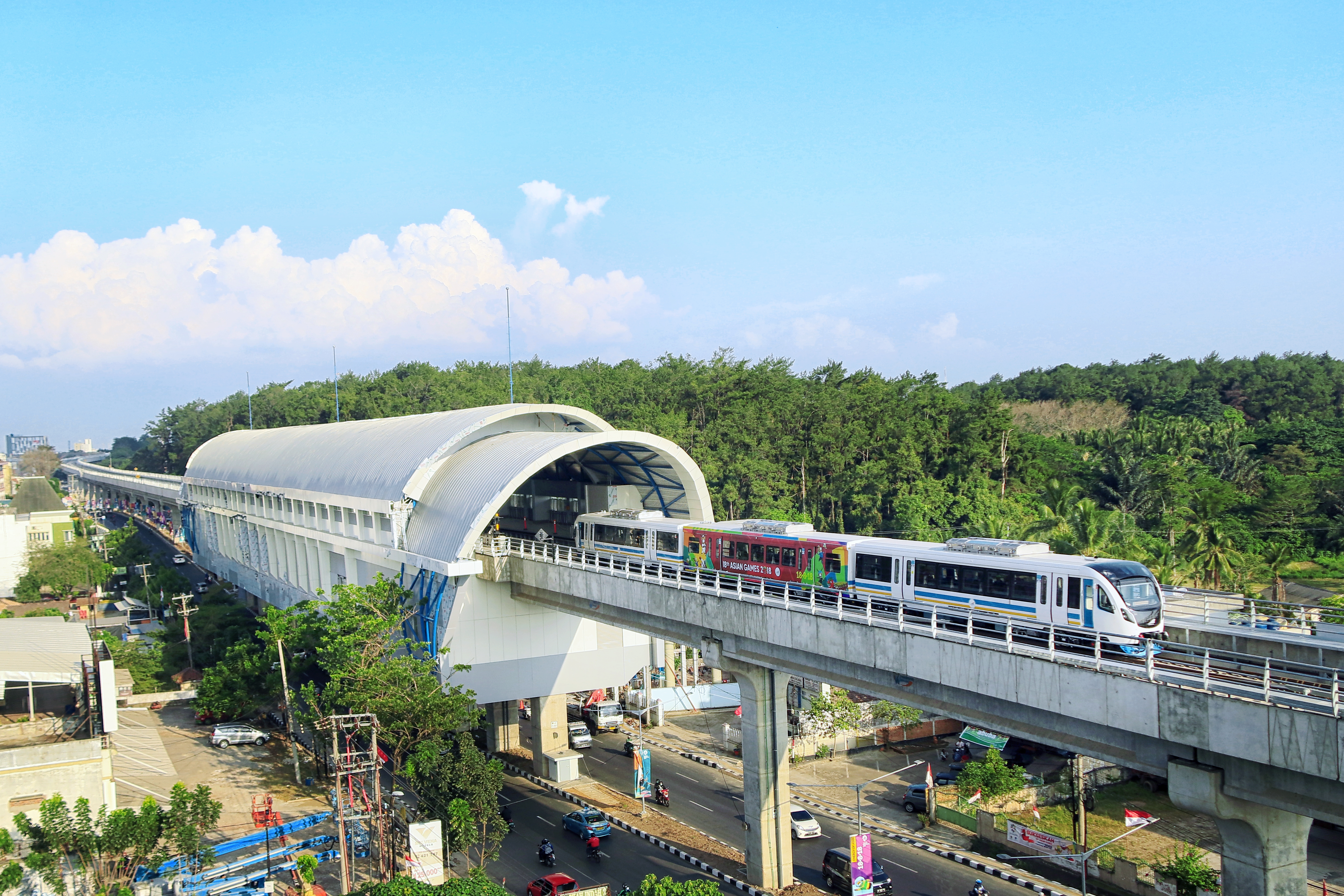
Punti Kayu
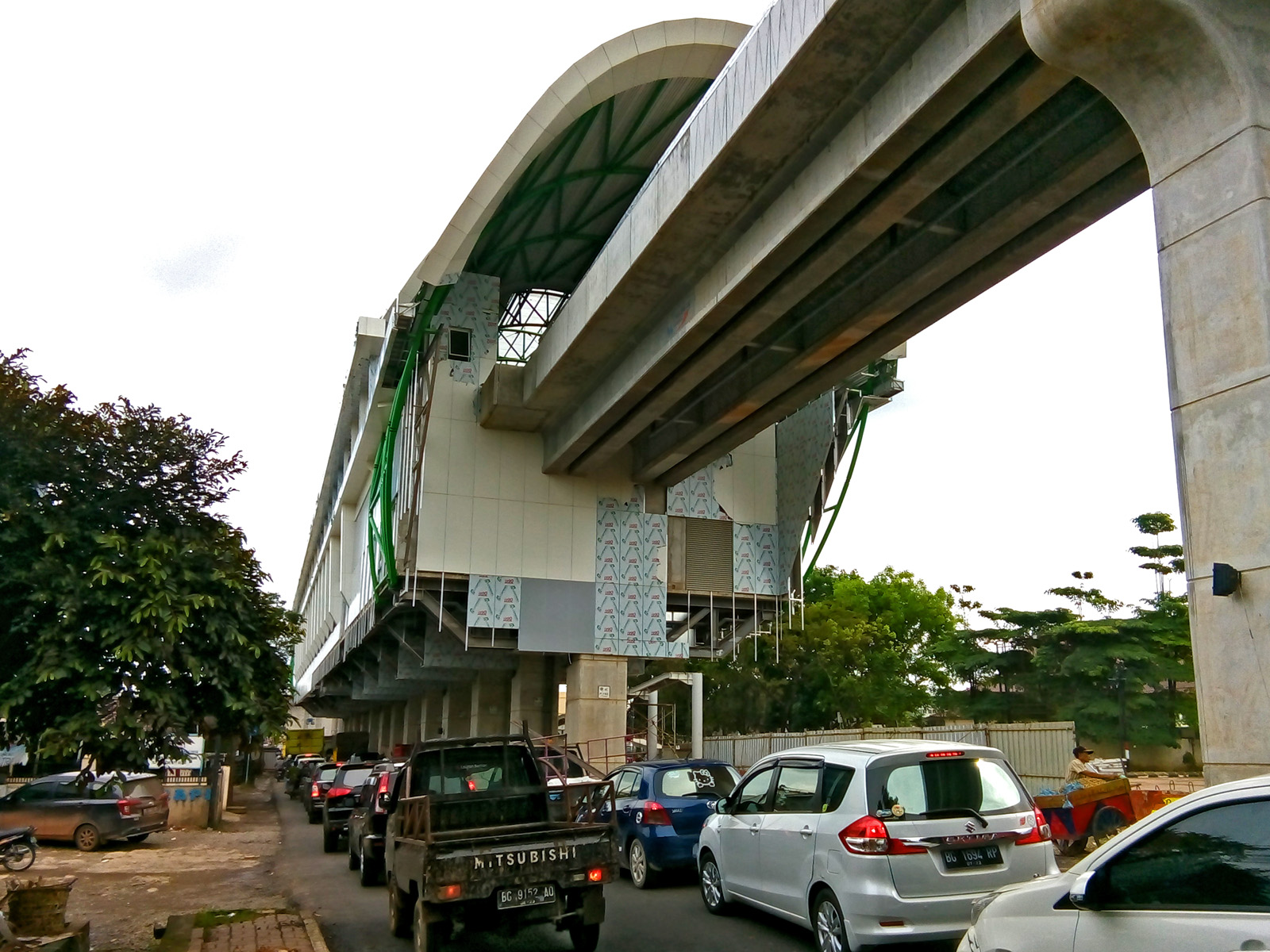
Asrama haji
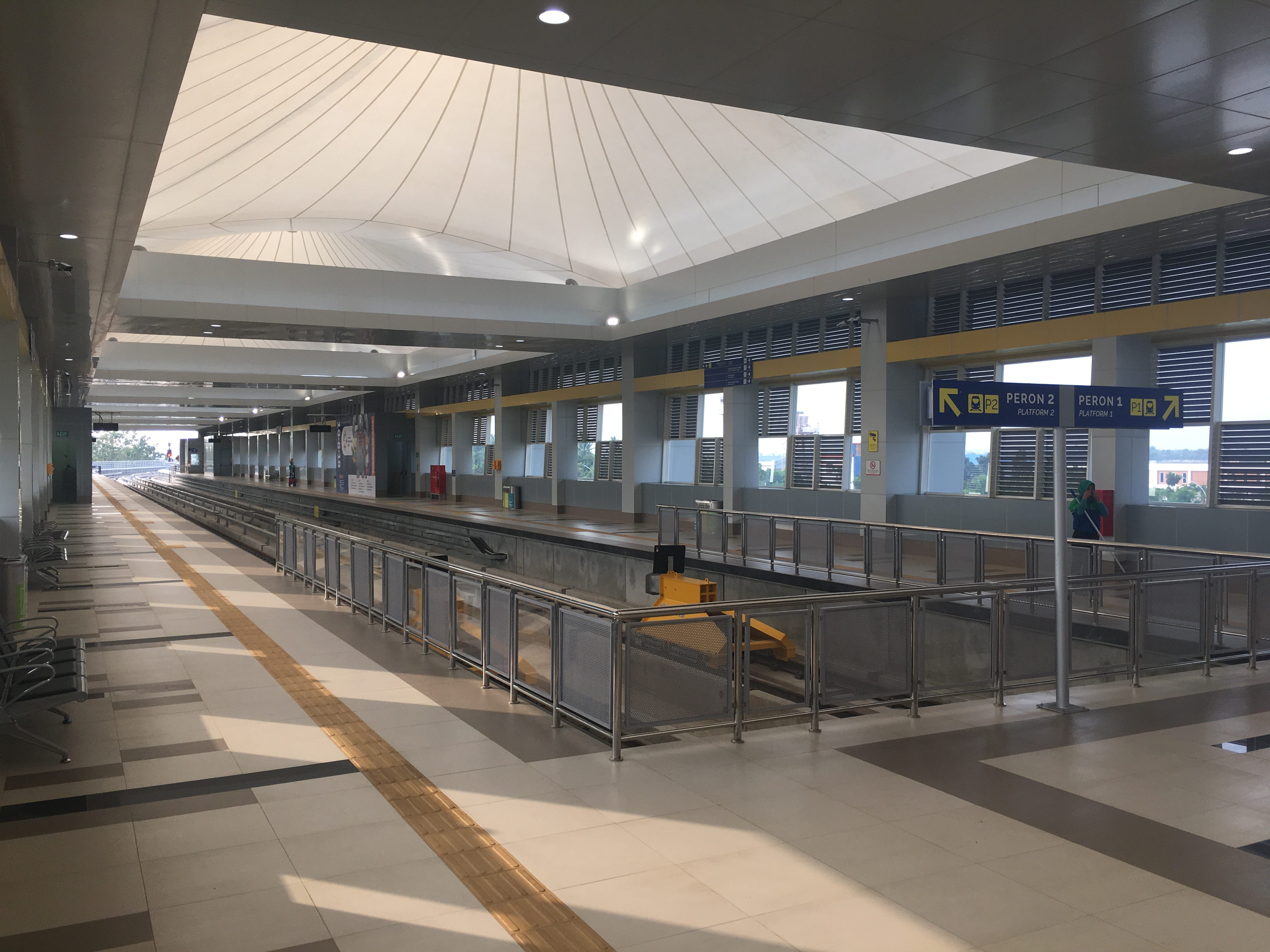
Bandara

## 車両

### 概要
パレンバンLRTで使用されている車両は、インドネシア国内の鉄道車両メーカーであるインダストリ・クレタ・アピが製造した3両編成の電車である。編成は主電動機および運転室を搭載した電動制御車（Mc）とこれらの機器を持たない中間付随車（T）で構成され、軽量化のためステンレス鋼製の構体やアルミニウム製の車体が用いられる。また猛暑対策のために冷房に加えて直射日光や紫外線を抑制する安全ガラスが側面窓に用いられる。詳細な諸元は以下の通りである。当形式のマイナチェンジモデルがジャボデベックLRTの車両に採用されている。

### 編成表
|         | 編成        |             |             |
| 車両    | 1 (Mc)      | 2 (T)       | 3 (Mc)      |
| TS1編成 | K1 1 18 113 | K1 1 18 114 | K1 1 18 115 |
| TS2編成 | K1 1 18 116 | K1 1 18 117 | K1 1 18 118 |
| TS3編成 | K1 1 18 119 | K1 1 18 120 | K1 1 18 121 |
| TS4編成 | K1 1 18 122 | K1 1 18 123 | K1 1 18 124 |
| TS5編成 | K1 1 18 125 | K1 1 18 126 | K1 1 18 127 |
| TS6編成 | K1 1 18 130 | K1 1 18 131 | K1 1 18 132 |
| TS7編成 | K1 1 18 133 | K1 1 18 134 | K1 1 18 135 |
| TS8編成 | K1 1 18 136 | K1 1 18 137 | K1 1 18 138 |

### ギャラリー

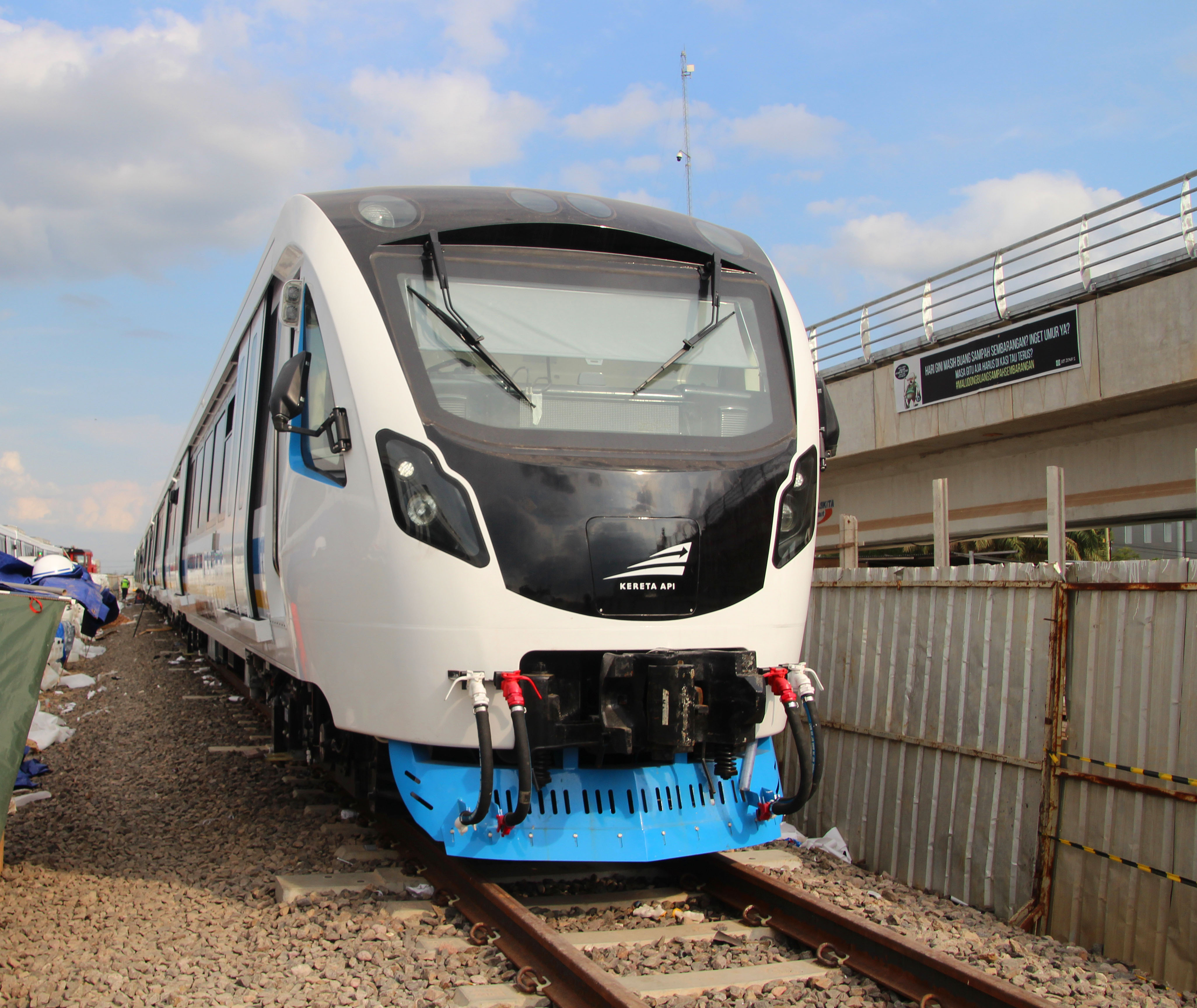
LRT車両基地に納入された当形式(2018年撮影)
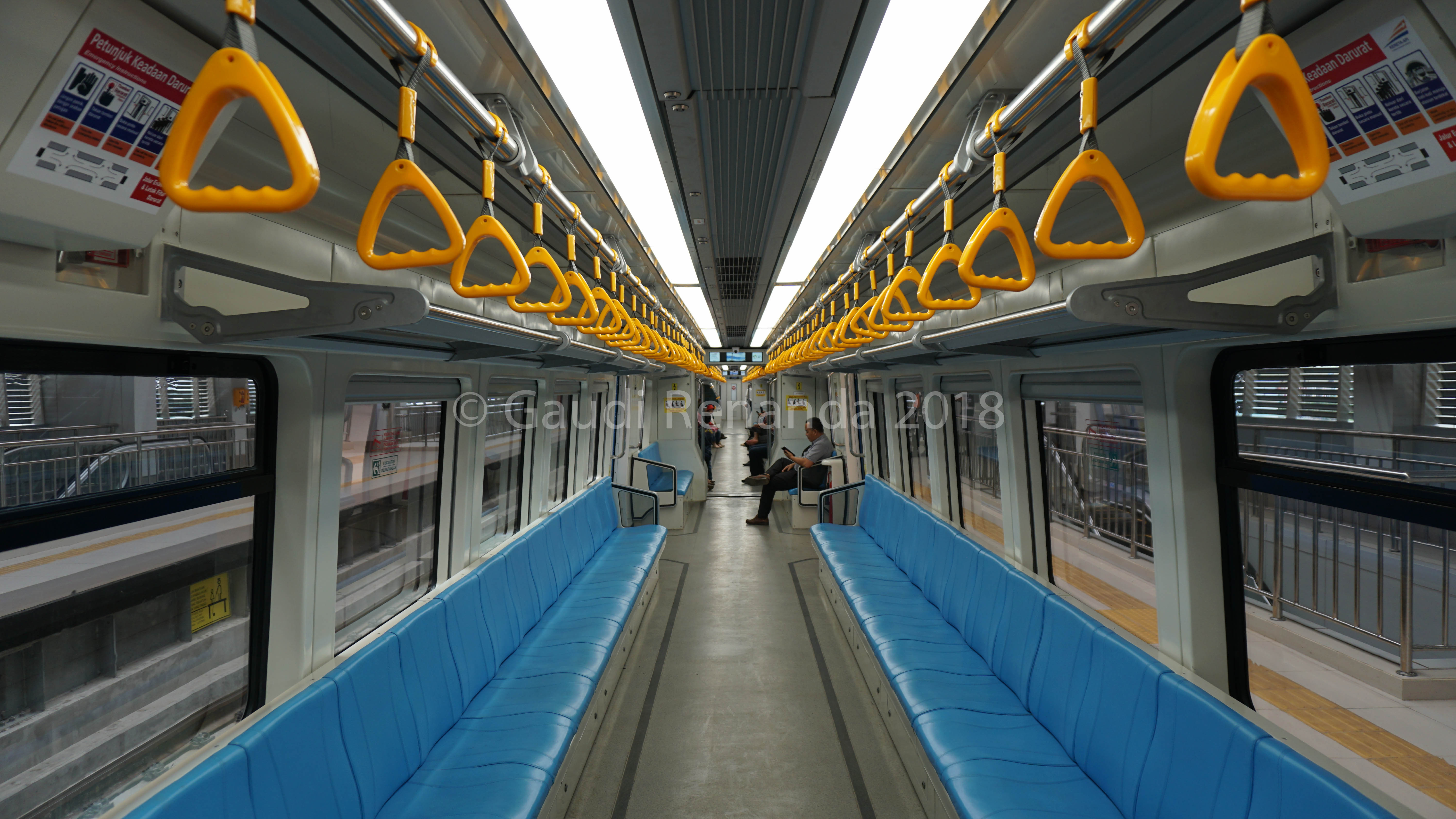
車内
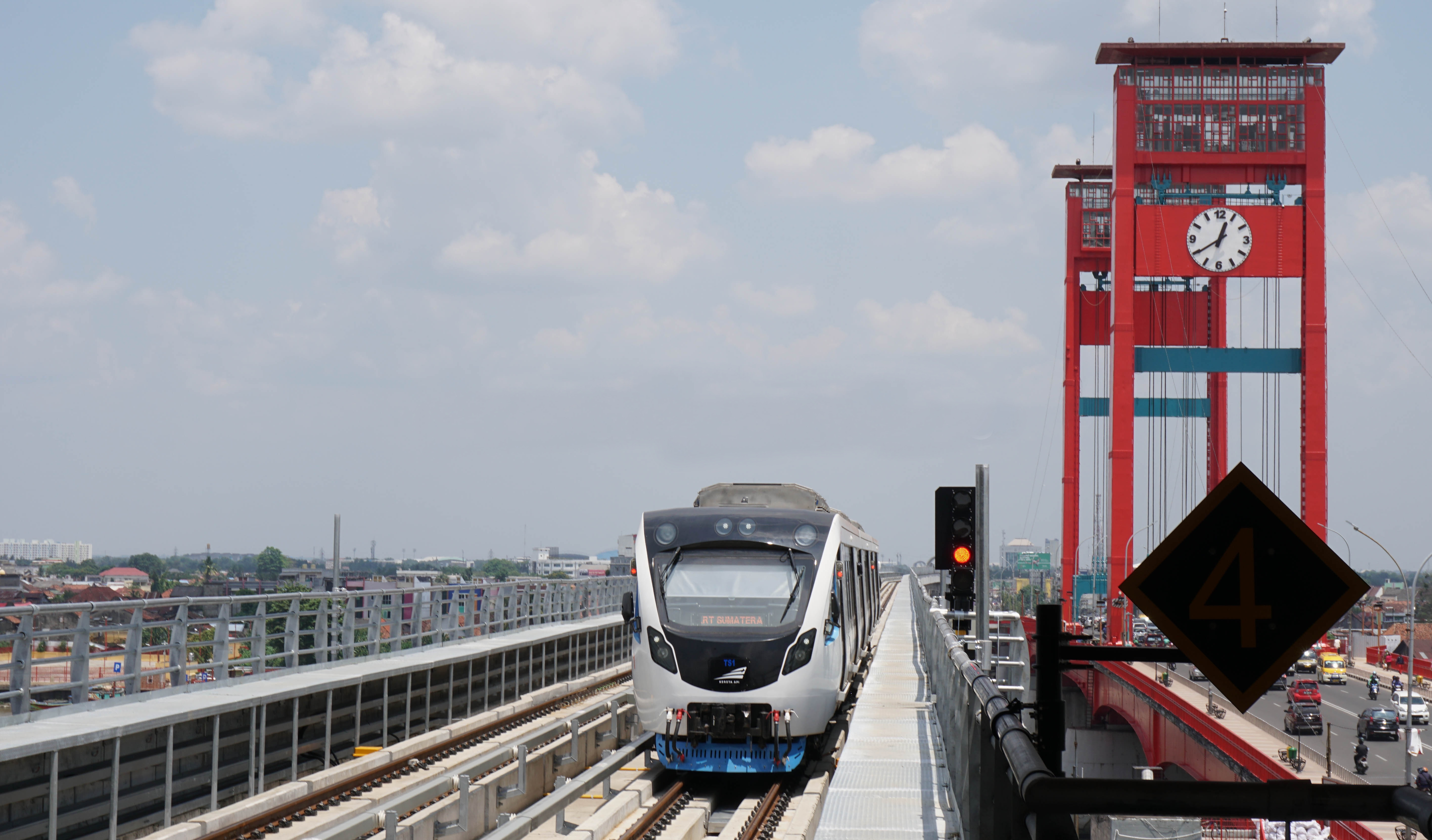
アンペラ駅を出発するLRT車両
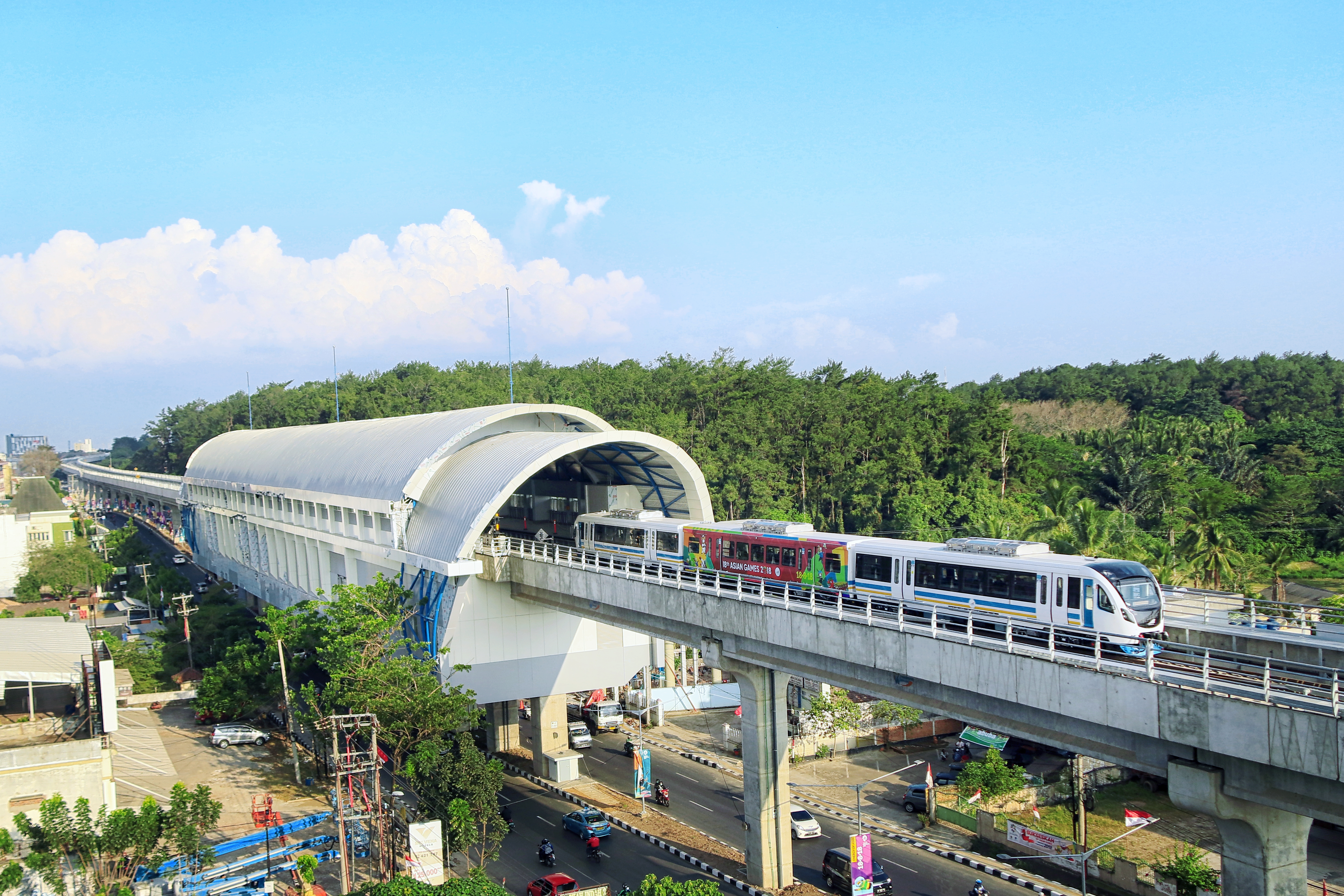
プンティカユ駅にて